# 4e congresdistrict van Alabama

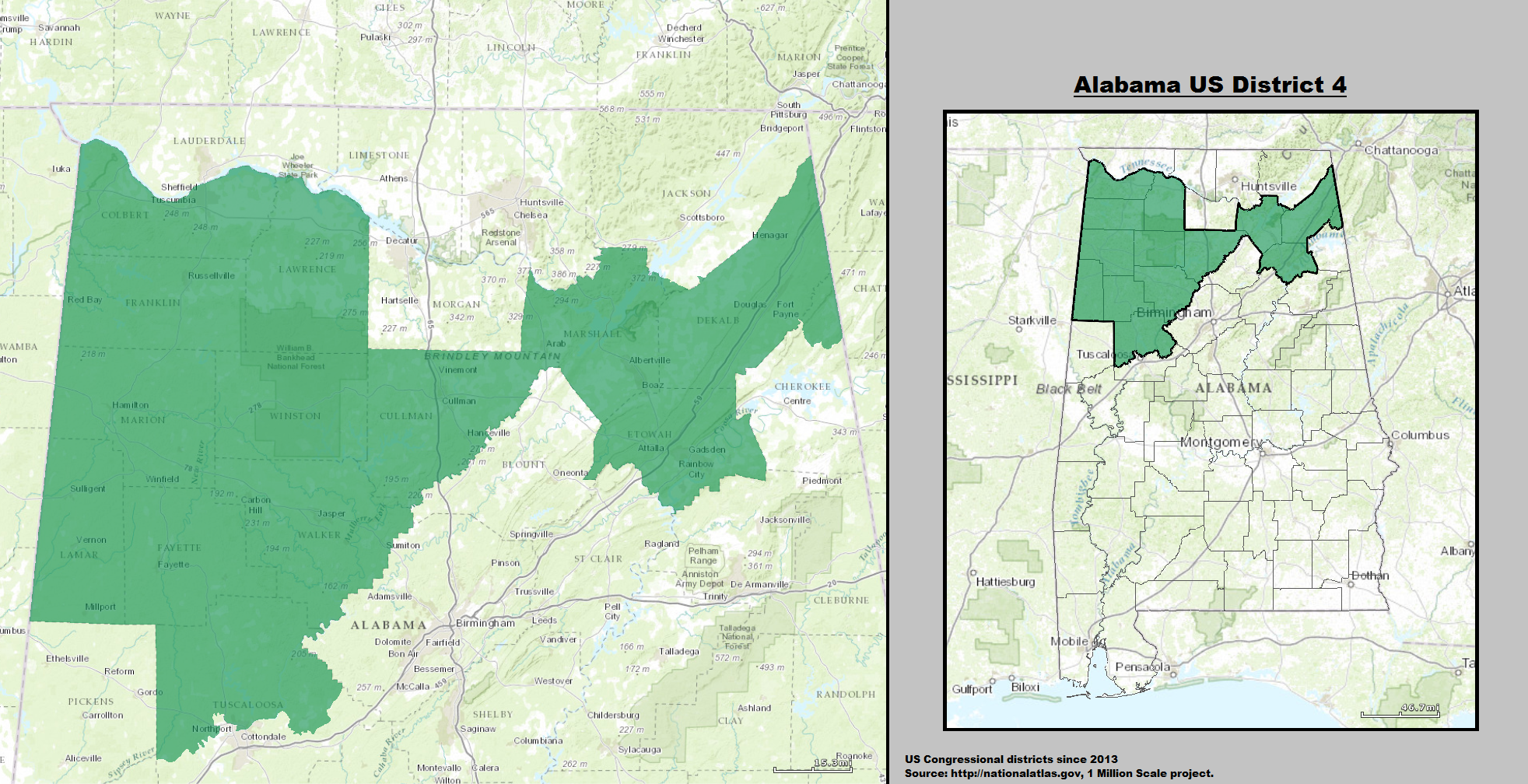
De locatie van het district in de staat Alabama.

Het 4e congresdistrict van Alabama is een kiesdistrict voor het Amerikaanse Huis van Afgevaardigden. Sinds 3 januari 1997 is Republikein Robert Aderholt de afgevaardigde voor het district.

## Presidentsverkiezingen
| Jaar | Resultaten                             | Winnende partij | Winnende partij      |
| ---- | -------------------------------------- | --------------- | -------------------- |
| 2000 | George W. Bush 61% - Al Gore 37%       |                 | Republikeinse Partij |
| 2004 | George W. Bush 71% - John Kerry 28%    |                 | Republikeinse Partij |
| 2008 | Barack Obama 22% - John McCain 76%     |                 | Republikeinse Partij |
| 2012 | Mitt Romney 75% - Barack Obama 24%     |                 | Republikeinse Partij |
| 2016 | Donald Trump 80% - 17% Hillary Clinton |                 | Republikeinse Partij |